# Protesilao

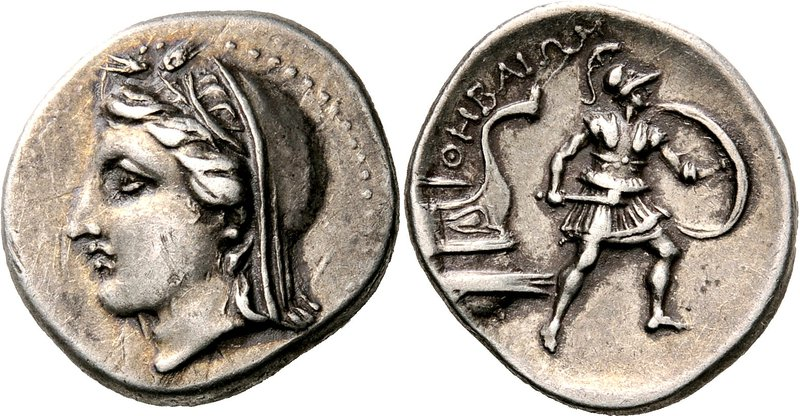

En la mitología griega, Protesilao (Πρωτεσίλαος) o Protésilas (etimológicamente, significa «el primero del pueblo») fue un héroe en la guerra de Troya que ya era venerado en Tracia y Tesalia. Dares Frigio dice que «era de cuerpo blanco, de rostro distinguido, rápido, resuelto y temerario».

## Genealogía y matrimonio
Oriundo de la ciudad tesalia de Fílace, según Homero era hijo de Íficlo Filácida y hermano mayor de Podarces. Su madre era Astíoque. Hesíodo alega, sin embargo, que ambos eran primos, y que el altivo Protesilao era hijo de Áctor. Higino es el único autor que refiere que el nombre original de Protesilao era Yolao, y que su madre era una tal Diomedea. Lo habían llamado Protesilao porque había sido el primero (πρῶτος, prótos) de todos en morir durante la guerra de Troya.
Protesilao mandó mensajes al palacio de Tindáreo en Lacedemonia para participar como uno de los pretendientes de Helena. No prevaleció contra Menelao y Protesilao terminó desposándose con Laodamía, hija de Acasto, o bien con Polidora, hija de Meleagro.

## Su muerte en Troya
Inmediatamente después de casarse, Protesilao acudió a la expedición contra Troya. Un oráculo había profetizado que el primer griego que pisara la tierra al desembarcar sería el primero en morir. Protesilao, conociendo la profecía, pisó el primero la tierra, y murió más tarde tras matar a varios troyanos, aunque antes de que él saltara a tierra, el astuto Odiseo lanzó su escudo a la orilla y saltó sobre él. Dependiendo de los autores, fue Héctor, Euforbo, Acates, Eneas, o Cicno quien mató a Protesilao.
Después de la muerte de Protesilao, su hermano Podarces ocupó su puesto en la guerra de Troya. Al terminar esta, los griegos instauraron unas fiestas o juegos en honor al nacimiento de Protesilao: las Protesiliadas.

## Duelo de su mujer
Cuando Laodamía, mujer de Protesilao, se enteró de la muerte de su marido, cayó en un duelo tan profundo que los dioses permitieron que su marido volviera con ella por espacio de tres horas. Cuando partió de nuevo, la mujer se suicidó. En otra versión, Laodamía mandó moldear una estatua a imagen de Protesilao; el padre de ella, hastiado del triste espectáculo, mandó quemar la escultura, y Laodamía se arrojó a la hoguera.